# Jakub Stelina
Jakub Stelina (ur. 1 kwietnia 1969 w Ostródzie) – polski prawnik, profesor nauk prawnych, specjalista prawa pracy, dziekan Wydziału Prawa i Administracji Uniwersytetu Gdańskiego w latach 2012–2018, od 2019 sędzia Trybunału Konstytucyjnego.

## Życiorys
W 1993 ukończył studia na Wydziale Prawa i Administracji Uniwersytetu Gdańskiego. W 1999 uzyskał na tym Wydziale stopień naukowy doktora nauk prawnych na podstawie rozprawy pt. Związkowa zdolność układowa, napisanej pod kierunkiem dra hab. Lecha Kaczyńskiego. W 2006 otrzymał na WPiA UG stopień doktora habilitowanego nauk prawnych w oparciu o dorobek naukowy oraz rozprawę pt. Charakter prawny stosunku pracy z mianowania. W 2018 prezydent RP Andrzej Duda nadał mu tytuł naukowy profesora nauk prawnych.
W 2007 został profesorem nadzwyczajnym UG. W latach 2005–2012 był prodziekanem WPiA UG. W 2012 objął stanowisko dziekana tegoż Wydziału.
10 maja 2016 został ponownie wybrany na urząd dziekana WPiA UG.
W latach 2013–2014 był członkiem Rady Naukowej przy GIODO, a od 2016 do 2018 członkiem Komisji Kodyfikacyjnej Prawa Pracy, przewodniczącym zespołu ds. przygotowania kodeksu zbiorowego prawa pracy.
Od 2010 członek Rady Legislacyjnej przy Prezesie Rady Ministrów w XI, XII i XIII kadencji. W 2018 otrzymał tytuł doktora honoris causa Uniwersytetu w Alba Iulia w Rumunii.
W lipcu 2017 odmówił podpisania stanowiska dziekanów wydziałów prawa wyrażającego sprzeciw wobec wprowadzanych przez partię Prawo i Sprawiedliwość zmian w systemie sądownictwa.
26 listopada 2018, w związku z podjęciem przez Radę Wydziału uchwały autorstwa Radosława Giętkowskiego, wyrażającej sprzeciw wobec „działań zagrażających standardom demokratycznego państwa prawnego”, zgłoszonej przez dr hab. Jacka Wiewiorowskiego, podał się do dymisji.
Jakub Stelina jest autorem, współautorem, redaktorem oraz współredaktorem ponad 100 publikacji naukowych, w tym kilkunastu książek, m.in. komentarza do Kodeksu Pracy oraz do ustawy o wykonywaniu mandatu posła i senatora. Jest autorem podręczników prawa pracy i prawa urzędniczego, monografii na temat układów zbiorowych pracy oraz charakteru prawnego stosunków pracy z mianowania i stosunków pracy osób pełniących funkcje organów państwa.
W listopadzie 2019 posłowie Prawa i Sprawiedliwości zgłosili jego kandydaturę na sędziego Trybunału Konstytucyjnego. 21 listopada 2019 został wybrany przez Sejm głosami posłów Prawa i Sprawiedliwości na stanowisko sędziego Trybunału Konstytucyjnego. 5 grudnia złożył ślubowanie, rozpoczynając dziewięcioletnią kadencję sędziego Trybunału Konstytucyjnego.
22 października 2020 był w składzie orzekającym Trybunału Konstytucyjnego, w którym TK wydał wyrok o niezgodności z Konstytucją Rzeczypospolitej Polskiej wykonywania aborcji z powodu ciężkiego i nieodwracalnego upośledzenia płodu albo nieuleczalnej choroby zagrażającej jego życiu. Brak złożenia przez Stelinę zdania odrębnego do wyroku TK, jak i późniejsze konsekwentne odmawianie komentarza co do roli, jaką pełnił w wydaniu tego wyroku, doprowadziło do licznych protestów nawołujących do usunięcia go z zajmowanego stanowiska na WPiA UG. Pod petycją o usunięcie prof. dr. hab. Jakuba Steliny, skierowaną do Rektora UG, podpisało się 3000 osób. Pod analogiczną petycją w obronie prof. Steliny podpisało się 400 osób. Wyrok Trybunału został negatywnie oceniony pod względem proceduralnym i merytorycznym przez zespół ekspertów pod przewodnictwem prof. Marka Chmaja i doprowadził do protestów przeciwko zmianie przepisów aborcyjnych.
W 2014 otrzymał Srebrny Krzyż Zasługi.

## Wybrane publikacje
- Charakter prawny stosunku pracy z mianowania, Gdańsk: Fundacja Rozwoju Uniwersytetu Gdańskiego, 2005.
- Dialog społeczny w praktyce przedsiębiorstw, Gdańsk-Sopot: Fundacja Rozwoju Uniwersytetu Gdańskiego, 2010.
- Prawo pracy, Warszawa: Wydawnictwo C. H. Beck, 2014, 2016.
- Prawo urzędnicze. Komentarz, Warszawa: Wydawnictwo C. H. Beck, 2009, 2013, 2017.
- System prawa pracy, Warszawa: Wolters Kluwer, 2014.
- Ubezpieczenia społeczne. Emerytury i renty, zasiłki, wypadki przy pracy, Gdańsk: „Lex”, 1994.
- Ustawa o informowaniu pracowników i przeprowadzaniu z nimi konsultacji z komentarzem, Gdynia: Fundacja Gospodarcza, 2006.
- Zakładowy dialog społeczny, Warszawa: Wolters Kluwer, 2014.
- Zbiorowe prawo pracy w XXI wieku. Międzynarodowa Konferencja Naukowa z okazji Trzydziestej rocznicy powstania NSZZ „Solidarność”, Gdańsk-Sopot: Fundacja Rozwoju Uniwersytetu Gdańskiego, 2010.
- Związkowa zdolność układowa, Poznań: „Ars Boni et Aequi”, 2001[20].